# Роберт Хјустон
Роберт Хјустон (енгл. Robert Houston; Калифорнија, 30. новембар 1955) амерички је глумац, сценариста и редитељ, награђен Оскаром и Наградом Еми за најбољи документарни филм 2005. и номинован за Оскара у истој категорији 2003. године. У глумачкој каријери најпознатији је по улози Бобија Картера у култним хорорима Веса Крејвена, Брда имају очи и Брда имају очи 2.
Године 1980. Хјустон је режирао и написао сценарио за филм Шогун убица, који је 24 године касније Квентину Тарантину послужио као инспирација за Убити Била 2. 1984. режирао је комедију Лоши манири са Карен Блек у главној улози. За свој документарац о афроамеричкој активисткињи за људска права, Рози Паркс, под насловом Моћна времена: Задужбина Розе Паркс, номинован је за Оскара 2003. године. 2004. Хјустон је урадио наставак под насловом Моћна времена: Дечији марш за који је награћен Оскаром и Наградом Еми 2005. године.
1979. тумачио је споредну улогу у филму 1941, још познатим и као Луда инвазија на Калифорнију. Филм је добио троструку номинацију за Оскара и у главним улогама су биле велике холивудске звезде попут Кристофера Лија, Дена Акројда и Неда Бејтија.

## Филмографија
| Улоге Роберта Хјустона |                                     |                                        |               |                                                                        |
| Година                 | Српски назив                        | Изворни назив                          | Улога         | Напомена                                                               |
| 1977                   | Брда имају очи                      | The Hills Have Eyes                    | Боби Картер   |                                                                        |
| 1979                   | Дивљи викенд чирлидерсица           | Cheerleaders Wild Weekend              | Били Метјуз   |                                                                        |
| 1979                   | 1941                                | 1941                                   | каплар Тејлор |                                                                        |
| 1980                   | Шогун убица                         | Shogun Assassin                        |               | редитељ                                                                |
| 1984                   | Лоши манири                         | Bad Manners                            |               | редитељ                                                                |
| 1985                   | Брда имају очи 2                    | The Hills Have Eyes Part II            | Боби Картер   |                                                                        |
| 1988                   | Афера убијања                       | A Killing Affair                       |               | редитељ                                                                |
| 1998                   | Таласасти                           | Rock The Boat                          |               | редитељ, награда Филмског фестивала на Флориди за најбољи документарац |
| 2002                   | Моћна времена: Задужбина Розе Паркс | Mighty Times: The Legacy of Rosa Parks |               | редитељ номинација за Оскара                                           |
| 2004                   | Моћна времена: Дечији марш          | Mighty Times: The Children's March     |               | редитељ Оскар и Награда Еми                                            |